# Municipio de Garden (Minnesota)
El municipio de Garden (en inglés: Garden Township) es un municipio ubicado en el condado de Polk en el estado estadounidense de Minnesota. En el año 2010 tenía una población de 212 habitantes y una densidad poblacional de 2,3 personas por km².

## Geografía
El municipio de Garden se encuentra ubicado en las coordenadas 47°32′14″N 96°7′24″O / 47.53722, -96.12333. Según la Oficina del Censo de los Estados Unidos, el municipio tiene una superficie total de 92.27 km², de la cual 87,35 km² corresponden a tierra firme y (5,33 %) 4,92 km² es agua.

## Demografía
Según el censo de 2010, había 212 personas residiendo en el municipio de Garden. La densidad de población era de 2,3 hab./km². De los 212 habitantes, el municipio de Garden estaba compuesto por el 100 % blancos. Del total de la población el 0 % eran hispanos o latinos de cualquier raza.